# ازبری (کنتاکی)
ازبری (به انگلیسی: Asbury) یک منطقهٔ مسکونی در ایالات متحده آمریکا است که در شهرستان براکن، کنتاکی واقع شده‌است. ازبری ۲۸۷٫۱۳ متر بالاتر از سطح دریا واقع شده‌است.